# Кокоричі
Кокоричі (словен. Kokoriči) — поселення в общині Крижевці, Помурський регіон, Словенія. Висота над рівнем моря: 189,7 м.